# Granada explosiva com gás pimenta
Granada explosiva com gás pimenta é um dispositivo não letal desenvolvido a partir do spray de pimenta. Enquanto este é usado em situações que envolvam poucos indivíduos, a granada atua em circunstâncias de contenção de grandes grupos.
Atualmente, existem duas versões da granada:
- Para ambientes externos, como ruas, praças e estádios
- Para ambientes fechados, onde seja necessária a invasão da polícia, tendo em vista que os efeitos do gás de pimenta provocam atordoamento, o que favorece a intervenção policial.

## Gás pimenta
Originalmente desenvolvido para repelir animais perigosos, o spray de pimenta logo fez sucesso entre os carteiros americanos, para se proteger de um dos seus maiores inimigos: os cachorros.
Criado a partir da capsicina, substância encontrada em pimentas e pimentões do gênero Capsicum, normalmente utilizados na culinária, o gás de pimenta provoca forte reação inflamatória das mucosas, principalmente vias respiratórias, olhos e pele. Por isso, o indivíduo atingido pelo composto sofre severa ardência nos olhos e irritação da pele e vias respiratórias, tornando-se mais suscetível ao controle dos policiais. Tais efeitos têm duração variada, dependendo da quantidade que atinge o sujeito. A fim de dificultar a retirada rápida do produto, é acrescentada à composição do gás pimenta uma espécie de óleo sintético.

### Uso do gás e cuidados
Em alguns países é permitido o uso do spray de pimenta para defesa pessoal e por profissionais como os carteiros, mas no Brasil o porte é proibido, sendo restrito ao aparato dos agentes de segurança pública.
Embora classificado como um dispositivo não letal, é sempre fundamental a ressalva de que sua utilização deve ocorrer apenas quando estritamente necessário.
Nos Estados Unidos, entidades afirmam que o uso do gás pimenta já provocou dezenas de mortes, apontando risco de seu uso em pessoas com problemas respiratórios ou gestantes.
Mesmo que não haja confirmação de tais fatos, é recomendável que, em caso de uso do spray para dominar um indivíduo que venha a ser preso, uma vez sob custódia este seja mantido em ambiente ventilado, para evitar eventuais crises respiratórias. Pode-se orientá-lo a piscar mais os olhos e, se necessário, permitir a lavagem do rosto com água e sabão (ou detergente) a fim de diminuir os efeitos do gás.
Também deve-se evitar o uso próximo ao fogo.

## A granada
Segundo o fabricante brasileiro, a granada explosiva com gás de pimenta "tem formato cilíndrico, e é dotada de acionador tipo EOT (espoleta de ogiva de tempo), com argola e grampo de segurança. Contém misto explosivo de baixa velocidade e uma carga de pimenta em pó (OC)". Explica ainda que "o sistema de duplo estágio utilizado faz com que o corpo rígido do acionador seja ejetado antes da explosão da granada. Com isso, ao explodir, a granada lançará apenas fragmentos".
Desta forma, "ao ser lançada a granada, após a retirada do grampo de segurança, o sistema de percussão ejeta a alça do acionador, percute a espoleta e inicia o funcionamento da coluna de retardo até a detonação da granada. Com a detonação forma-se uma nuvem de fumaça contendo partículas de pimenta".
Em áreas abertas, a distância segura mínima para lançamento da granada é de dez metros. Em ambientes fechados, o uso deve ser criterioso e avaliado com cuidado, para não expor os agentes de segurança pública, o que, como é lógico, causaria efeito contrário ao esperado, comprometendo a eficiência da intervenção policial.